# Fermium
Fermium är ett radioaktivt metalliskt grundämne som tillhör aktiniderna. 
Fermium är en transuran och förekommer inte i naturen. Det iakttogs första gången 1952 efter vätebombsexplosionen vid Eniwetok, då i form av en isotop med atomvikten 255. Det framställdes första gången 1954 och har fått sitt namn efter den italiensk-amerikanske kärnfysikern Enrico Fermi.
Fermium kan framställas i kärnreaktorer genom bestrålning av plutonium 239 med neutroner, varvid fermiumisotopen med atomvikt 254 bildas.
Fermium (Fm) har atomvikterna 248–256 och den mest långlivade isotopen Fm 253 har halveringstiden 4,5 dygn.